# Chinattus logunovi
Espèce
Chinattus logunovi est une espèce d'araignées aranéomorphes de la famille des Salticidae.

## Distribution
Cette espèce est endémique de la province de Vĩnh Phúc au Viêt Nam,. Elle se rencontre dans le parc national de Tam Đảo.

## Description
Le mâle holotype mesure 5,45 mm et la femelle paratype 5,56 mm.

## Systématique et taxinomie
Cette espèce a été décrite par Wang, Li et Pham en 2023.

## Étymologie
Cette espèce est nommée en l'honneur de Dmitri V. Logunov.

## Publication originale
- Wang, Li & Pham, 2023 : « Thirteen species of jumping spiders from northern Vietnam (Araneae, Salticidae). » ZooKeys, vol. 1148, p. 119-165 (texte intégral).